# Preah Vihear
Preah Vihear – hinduistyczna świątynia Śiwy na pograniczu Kambodży i Tajlandii, w Górach Dangrek, ok. 160 km na północny wschód od Angkor.
Świątynia została zbudowana przez Khmerów w latach 893 (budowę rozpoczął Jaszowarman I)–1200 na krawędzi klifu i poświęcona hinduskiemu bogu Śiwie, umieszczona na Liście Światowego Dziedzictwa Kulturowego UNESCO. Znaczna część świątyni leży w gruzach, ale nadal jest miejscem pielgrzymek.
Świątynia leży w pobliżu granicy Kambodży z Tajlandią. Kambodża uznaje, że świątynia należy do jej prowincji Preah Vihear, a Tajlandia zalicza do terytorium własnej prowincji Sisaket. Świątynię kontroluje Kambodża, a Tajlandia zgłasza pretensje do niej i okolicznych obszarów.
W 1904 r. ustalono przebieg granicy między Indochinami Francuskimi a Syjamem działem wodnym między dorzeczami rzek Nam Sen i Mekong oraz rzeką Nam Moun. Delimitacje granicy przeprowadziła komisja dwustronna. Pomimo że traktat nie opisywał przynależności świątyni, komisja wielokrotnie przeprowadzała wizję lokalną celem wytyczenia linii działu wodnego. W 1907 r. rząd syjamski powierzył Francji wydanie oficjalnych topograficznych map granicy. Według tych map świątynia znalazła się po stronie kambodżańskiej. W 1941 r. Tajlandia zajęła część obszarów nadgranicznych, w tym także płaskowyż Preah Vihear, ale po wojnie wycofała się ze wszystkich z wyjątkiem świątyni. W 1949 r. Francja usiłowała uzyskać wyjaśnienie pobytu tajskich wojsk w świątyni, ale nie otrzymano odpowiedzi. Po uzyskaniu niepodległości w 1953 r. Kambodża usiłowała obsadzić świątynię, ale wobec obecności wojsk tajskich żołnierze kambodżańscy wycofali się, a Kambodża zażądała wyjaśnień. Tajlandia ponownie nie odpowiedziała na noty. W odpowiedzi władze Kambodży poskarżyły się instytucjom międzynarodowym, które przyznały Preah Vihear Kambodży, a w 1962 r. wojska tajskie wycofały się. Następnie w świątyni rezydowali Czerwoni Khmerzy; ostatnia ich grupa poddała się w grudniu 1998. W 2001 r. wojska tajskie odcięły dostęp do świątyni, gdyż sąd, przyznając Kambodży świątynię, nie rozstrzygnął przynależności terenów wokół niej, a jednocześnie jedyna droga do świątyni prowadzi od strony Tajlandii.
Gdy w czerwcu 2008 na wniosek Kambodży Preah Vihear znalazł się na Liście Światowego Dziedzictwa Kulturowego UNESCO, doszło do zaostrzenia sporu, a latem oba kraje wysłały w rejon budowli wojska. 15 października 2008 w jej rejonie doszło do wymiany ognia, w wyniku której zginęło 2 kambodżańskich żołnierzy. Na początku 2011 r. miały miejsce kolejne dwa starcia, w których zginęło w sumie 27 żołnierzy obu stron.
Wizerunek świątyni widnieje na kambodżańskim banknocie o nominale 2000 rieli.

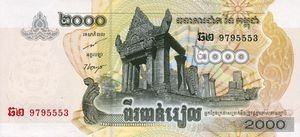
2000 kambodżańskich rieli